# Eptesicus brasiliensis
Eptesicus brasiliensis és una espècie de ratpenat de la família dels vespertiliònids. Viu a Sud-amèrica i Centreamèrica. És una espècie en risc mínim, és a dir, no sembla que hi hagi cap amenaça significativa per a la seva supervivència.